# Basturs
Basturs es una localidad española del municipio leridano de Isona y Conca Dellá, en la comunidad autónoma de Cataluña.

## Toponimia
El topónimo del lugar puede encontrarse referido con las grafías Bastús y Basturs.

## Historia
Hacia mediados del siglo XIX, el lugar, por entonces con ayuntamiento propio, tenía contabilizada una población de 130 habitantes. La localidad aparece descrita en el cuarto volumen del Diccionario geográfico-estadístico-histórico de España y sus posesiones de Ultramar de Pascual Madoz de la siguiente manera:

BASTUS: l. con ayunt. en la prov. de Lérida (17 horas), part. jud., adm. de rent. y oficialato ecl. de Tremp (3 1/2), and. terr. y c. g. de Cataluña (Barcelona 37), dióc. de Seo de Urgel (12 1/2): sit. al estremo de un llano en el principio del declive que hace al O., sin monte próximo que le domine, por lo que está muy ventilado, y con clima saludable. Tiene 25 casas de un solo piso, mal distribuidas, formando algunas calles pendientes y mal empedradas, una parr. (San Julian) con un cura de provision ordinaria; y cerca de la igl. un cementerio que no perjudica á la salud pública. Confina el térm. N. Pesonada, E. Abella y San Romá, S. Conques y Figuerola, y O. Orcau, estendiéndose 7 cuartos de hora en cuadro. En este radio se encuentra al NO. junto al pueblo una fuente escasa pero de buena calidad que surte al vecindario; al S. dist. 1/3 de hora 2 estanques, el uno de 60 pasos de circunferencia, y el otro de 200, cuya estension se aumenta en tiempo de lluvias; ambos crian truchas, anguilas y muchas sanguijuelas; del primero mana agua de continuo, y se aprovecha para riego, el segundo para nada se utiliza, y entre los 2 estanques hay una capilla dedicada á San Feliu y Santiago el menor. El terreno es en parte montuoso, quebrado, árido y flojo; en parte llano y de mediana calidad. Carece de bosques, y escasea el arbolado que se halla reducido á frutales, olivos y pocos robles y encinas de dominio particular. Por el E. del pueblo corre el arroyo llamado de Abella, en el cual desagua el espresado estanque, pero no obstante apenas basta su caudal recojido en una balsa, para dar impulso á un molino harinero y á otro de aceite, y para regar algunos huertos. Cruza por el E. del térm. el camino que desde la Conca de Tremp se dirige á la Seo de Urgel, y por el S. el que saliendo de la Pobla de Segur va á Sort y á la parte baja de Cataluña; ambos son de herradura y en mediano estado; prod.: trigo, centeno, cebada, avena, vino , aceite, frutas, ganado lanar, cabrio y caza de perdices, conejos y liebres; pobl.: 16 vec., 130 alm.; riqueza imp.: 25,458 rs.; contr.: 3,039 rs. 22 maravedis.
(Madoz, 1846, p. 73)

Hacia la década de 1850 el término municipal de Bastús desapareció, al ser absorbido por el de Orcau. El municipio de Orcau desapareció a su vez en 1970, al fusionarse con los de Sant Romá de Abella, Benavent de Tremp, Isona, Figuerola de Orcau y Conques para dar lugar al municipio de Conca d'Alla, renombrado como Isona i Conca Dellà en la década posterior.
En 2022, la entidad singular de población de Basturs tenía empadronados 27 habitantes y el núcleo de población 26 habitantes.

## Patrimonio
En la localidad hay una iglesia parroquial bajo la advocación de San Julián.